# Sima, Sichuan
Sima (kinesiska: 驷马镇, 驷马) är en köping i Kina. Den ligger i provinsen Sichuan, i den sydvästra delen av landet, omkring 310 kilometer nordost om provinshuvudstaden Chengdu. Antalet invånare är 40 436. Befolkningen består av 19 532 kvinnor och 20 904 män. Barn under 15 år utgör 21,0 %, vuxna 15-64 år 68 %, och äldre över 65 år 10,0 %.
Genomsnittlig årsnederbörd är 1 649 millimeter. Den regnigaste månaden är juli, med i genomsnitt 310 mm nederbörd, och den torraste är december, med 10 mm nederbörd.